# حسینیه باب‌المسجد
حسینیه باب المسجد مربوط به دوره قاجار است و در نائین، محله باب المسجد، انتهای خیابان مسجد جامع همجوا واقع شده و این اثر در تاریخ ۲۵ اسفند ۱۳۸۰ با شمارهٔ ثبت ۵۴۳۸ به‌عنوان یکی از آثار ملی ایران به ثبت رسیده است و فرش ماشینی هشت ضلعی قواره بزرگ با طراحی اختصاصی و یکپارچه حدودا 144مترمربع می باشد که درمهرماه 1398توسط تیمی از متخصصین ایرانی (گروه تخصصی فرش اسلیمی) طراحی، تولید و نصب گردید.
.